# 考迪葡萄酒厂
考迪葡萄酒厂（西班牙語：Grupo Codorníu），是西班牙的葡萄酒生產商。

## 历史

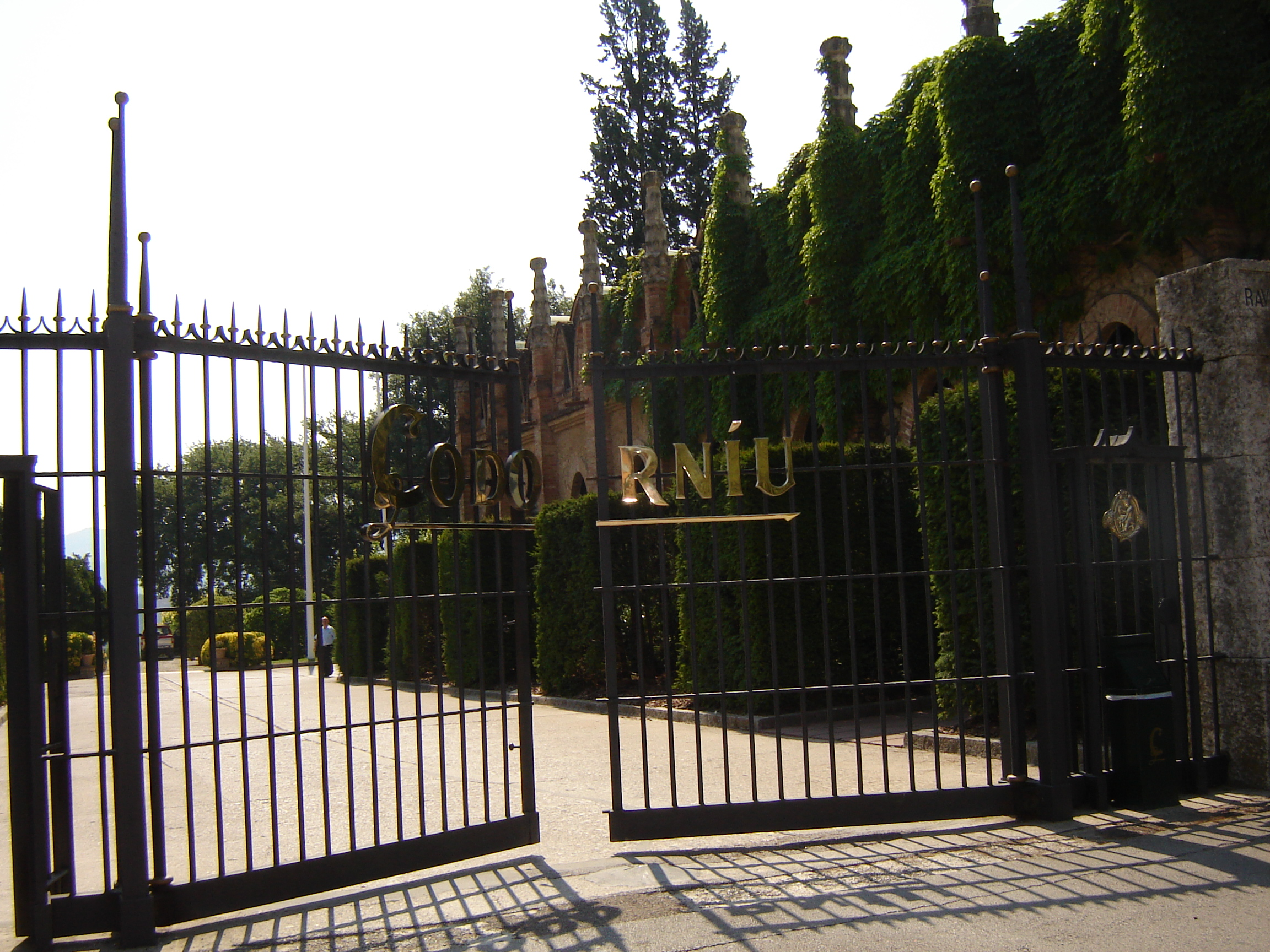
Gates leading to Codorníu winery

Grupo Codorníu是欧洲最富盛名的葡萄酒和起泡酒生产企业，是西班牙最大的酒业集团之一，创始于16世纪50年代开始生产葡萄酒。历史最早的文献纪录显示Jaume de Codorníu于1551年开始创建酒庄并随后留下家族财产传至后人。公司至今已拥有超过460年的历史。Codorniu家族的最后一代传人Anna de Codorníu 继承了家族企业后，于1659年与Miguel Raventós结婚，后将企业名称改为了Codorniu Raventos。1872年，企业历史最悠久的Codorníu酒厂运用“传统方法”首次在西班牙引入了卡瓦酒。
公司总部位于西班牙巴塞罗那，是目前西班牙拥有葡萄园面积最大的葡萄酒集团公司。旗下在世界各地拥有十家酒庄，总面积将近3500公顷。其中八家位于西班牙本土，包括里奥哈，多罗河畔，普利尔特等西班牙著名的葡萄酒产区等。产品包括了享誉世界的Codorniu (Cava), Vina Pomal (Rioja)，Raimat等世界著名品牌产品。从创始之初至今，一直精心开展葡萄园种植，选用最高品质的葡萄酿制优质卡瓦酒和葡萄酒，产品畅销全球40多个国家和地区。

## 产区
产区包括卡瓦气泡酒产地（D.O. Cava），赛格雷河岸地区葡萄酒法定产区（D.O. Costers del Segre），佩内德斯葡萄酒法定产区（D.O. Penedès]），里奥哈优质葡萄酒法定产区（D.O.Ca. Rioja），杜埃罗河岸地区葡萄酒法定产区（D.O. Ribera del Duero)，普里奥拉托葡萄酒法定产区(D.O.Ca Priorat)，加利福尼亚纳帕谷产区(Napa Valley, California)，阿根廷门多萨阿格列罗 产区(Agrelo, Mendoza, Argentina])，巴尔贝拉河谷葡萄酒法定产区(D.O. Conca de Barberá])，乡村餐酒Valle del Cinca产区(V. Tierra. Valle del Cinca)。

## 品牌
- Codorniu
- Raimat
- Septima
- Legaris
- Scala Dei
- Nuviana
- Artesa
- Bodegas Bilbainas

## 全球分公司
Codorniu集团在以下地区均设有分公司或办事处：
- 英國、愛爾蘭
- 德國、瑞士、奧地利
- 比利時、荷蘭、盧森堡、丹麥、地中海
- 東南亞
- 日本
- 中國
- 中東、非洲
- 北美洲
- 南美洲

## 外部連結
- 官方網站 （页面存档备份，存于）